# جیم جفریز (کمدین)
جیم جفریز (انگلیسی: Jim Jefferies (comedian)؛ زادهٔ ۱۴ فوریهٔ ۱۹۷۷) هنرپیشه، استندآپ کمدین و فیلم‌نامه‌نویس اهل استرالیا است.
او در فیلم مشت‌زدن به هنری بازی کرده است.